# Cuprum Lubin 2015-2016
Questa voce raccoglie le informazioni riguardanti il Cuprum Lubin nelle competizioni ufficiali della stagione 2015-2016.

## Organigramma societario
Area direttiva
- Presidente: Dariusz Biernat

Area tecnica
- Allenatore: Gheorghe Crețu
- Allenatore in seconda: Daniele Capriotti

## Rosa
| N° | Nome                | Ruolo | Data di nascita  | Nazionalità sportiva |
| -- | ------------------- | ----- | ---------------- | -------------------- |
| 1  | Mateusz Malinowski  | S/O   | 6 maggio 1992    | Polonia              |
| 2  | Łukasz Kaczmarek    | S     | 29 giugno 1994   | Polonia              |
| 3  | Keith Pupart        | S     | 19 marzo 1985    | Estonia              |
| 5  | Adam Michalski      | C     | 24 dicembre 1988 | Polonia              |
| 6  | Paweł Rusek         | L     | 21 gennaio 1983  | Polonia              |
| 7  | Maciej Gorzkiewicz  | P     | 16 febbraio 1984 | Polonia              |
| 8  | Marcus Böhme        | C     | 25 agosto 1985   | Germania             |
| 9  | Robert Täht         | S     | 15 agosto 1993   | Estonia              |
| 10 | Dawid Gunia         | C     | 1º gennaio 1987  | Polonia              |
| 11 | Marcin Kryś         | L     | 15 gennaio 1983  | Polonia              |
| 12 | Wojciech Włodarczyk | S     | 28 ottobre 1990  | Polonia              |
| 13 | Szymon Romać        | S/O   | 1º ottobre 1992  | Polonia              |
| 17 | Marcin Możdżonek    | C     | 9 febbraio 1985  | Polonia              |
| 18 | Grzegorz Łomacz     | P     | 1º ottobre 1987  | Polonia              |